# Matt Bomer
Matthew Staton Bomer (født 11. oktober 1977) er en prisbelønnet amerikansk skuespiller. Han har modtaget anerkendelser såsom en Golden Globe Award, en Critics' Choice Television Award og en Primetime Emmy Award-nominering.
I 2000 debuterede han i tv i den langekørende sæbeopera All My Children. Han er ellers kendt i hovedrollen som Neil Caffrey i krimiserien White Collar og som Luc i Tru Calling. Han er også kendt for sine roller i science-fiktion thrilleren In Time (2011), stripperfilmene Magic Mike (2012) og Magic Mike XXL (2015), The Normal Heart (2014), Walking Out (2018), samt som forskellige karakterer i American Horror Story, som stemmen til Negative Man/Larry Trainor i DC Universe-serien Doom Patrol (2019-) og Jamie Burns i The Sinner (2020-).
Bomer har også medvirket i flere skuespil på Broadway, bl.a. i Dustin Lance Black-skuespillet 8 som Jeff Zarrillo, samt i genopførslen af Mart Crowley-stykket The Boys in the Band, i rollen som Anders; han genoptog denne rolle i filmen fra 2020 af samme navn.

## Opvækst
Matthew Staton Bomer blev født i Webster Groves, Missouri, som søn af Elizabeth Macy (født Staton) og John O'Neill Bomer IV.   Hans far, en Dallas Cowboys draft pick, spillede for holdet fra 1972 til 1974.  Matt Bomer har en søster, Megan Bomer, og en bror, Neill Bomer, der er ingeniør. Bomer takker sine egne forældre for at være forstående, da de bemærkede, at han som barn var anderledes end andre. "Jeg har altid haft en livlig fantasi," siger Bomer. Han er en fjern slægtning til den amerikanske sanger Justin Timberlake.   Bomers familie er af engelsk, walisisk, skotsk, irsk, schweizisk-tysk og fransk afstamning. 
Bomer voksede op i Spring, Texas og gik på Klein High School; han var en klassekammerat til de fremtidige skuespillere Lee Pace og Lynn Collins. I high school fulgte Bomer i sin fars fodspor, da han spillede wide receiver og defensiv back på sin skoles footballhold, inden han besluttede at koncentrere sig om skuespillet. 

Som 17-årig debuterede han på den professionelle scene som Young Collector i en opsætning af Tennessee Williams' A Streetcar Named Desire, på Alley Theatre i Houston. Han optrådte i 1998 også i opsætningen af Joseph and the Amazing Technicolor Dreamcoat på Utah Shakespeare Festival i Cedar City, Utah.   Om sin første rolle i en større forestilling har Bomer sagt:
Jeg begyndte at spille skuespil professionelt, da jeg var 17. Jeg droppede football og optrådte i en produktion af A Streetcar Named Desire på Alley Theatre i Houston. Jeg plejede at køre fra skole sidst på dagen, ned og spille forestillingen, lave mine lektier i pausen og så køre en time tilbage til Spring for at gå i skole den næste dag. 
Bomer gik på Carnegie Mellon University sammen med skuespillerenkollegaen Joe Manganiello og afsluttede med en Bachelor of Fine Arts-grad i 2001.   I 1999 arbejdede Bomer som bartender, da han boede et år i Galway, Irland. 

## Karriere

### 2000–2004: Tidlige roller
Kort efter dimissionen fra Carnegie Mellon University flyttede Bomer til New York City, hvor han fik arbejde på et teater og derefter hans første rolle på tv.  Hans tv-debut kom i 2000, på ABC hvor han spillede Ian Kipling i 1970'ernes drama-sæbeopera All My Children.  To år senere havde han en gæsteoptræden i mysterie-fantasy- serien Relic Hunter (2002). 
I 2001 fik han en fast trolle i sæbeoperaen Guiding Light. Han spillede Ben Reade, en karakter forbundet med flere af familierne i showet.  Da Bomer forlod serien i 2003, ansås hans afgang som kontroversielt; Ben blev pludselig afsløret som en mandlig prostitueret og seriemorder.  Han modtog en Gold Derby Awards for "Younger Actor - Daytime Drama" for sin præstation. Flere år senere i 2015 fortalt Bomer om hans medvirken i serien med ordene: "Jeg sagde, at de bare skulle kaste køkkenaffaldet efter mig og det gjorde de." 
Hans næste rolle var i den overnaturlige dramaserie Tru Calling (2003-2004). Bomer spiller her rollen som Luc Johnston, som er kæreste med Eliza Dushkus' hovedperson i den første sæson.   I 2003 vendte Bomer tilbage til teaterverden for at optræde i Powerhouse Theatres produktion af Paul Weitzs skuespil Roullete i New York.  Et år senere optrådte han i afsnittet Bellport i primetime tv-serieudgaven af North Shore.

### 2005–2009: Overgang til film og gennembrud medWhite Collar
Hans filmdebut fandt sted i 2005 med hovedrollen i den mystiske thriller Flightplan instrueret af Robert Schwentke  over for Jodie Foster. Bomers karakter var en steward på flyet.  Filmen indtjente $223,3 millioner på verdensplan og blev den 17. mest indbringende film i det år og Bomers hidtil mest lukrative film.  I slasher-filmen The Texas Chainsaw Massacre: The Beginning (2006) portrætterede Bomer Eric, en veteran fra Vietnamkrigen, der kører tværs over Texas for at melde sig ind i hæren igen, efter at hans bror er blevet indkaldt til tjeneste. 
Han havde sin første tv-filmrolle i Amy Coyne (2006); han spiller rollen som Case. Filmen fortæller historien om en ung kvinde, der overtager sin fars sportsbureau.  Hans første hovedrolle var i serien Traveler (2007), sammen med Logan Marshall-Green, Aaron Stanford og Viola Davis, som varen kortvarig mellemsæson-erstatningsserie, som havde premiere på ABC den 30. maj 2007. Serien fortæller historien om to universitetsstuderende, der mistænkes for terrorisme efter et skateboardræs inde på et museum.  Serien blev aflyst efter otte afsnit.   
Bomer havde en så birolle i NBC action-komedie spion-dramaserien Chuck (2007-09). Serien handler om det "kedelige-nabo-computergeni" ved navn Chuck Bartowski (spillet af Zachary Levi), som modtager en kodet e-mail fra Bomers karakter, Bryce Larkin, som er en gammel universitetsven, der nu arbejder for CIA.  I 2007 påtog Bomer rollen som Ernest Hemingway i en Williamstown Theatre Festival-opsætning af Crispin Whittells skuespil Villa America i Massachusetts, sammen med Jennifer Mudge og Nate Corddry.  
2009 markerede et markant vendepunkt i Bomers karriere, da han medvirkede som snydepelsen Neal Caffrey i politikrimi-serien White Collar.  Han var en del af en castbesætning, der omfattede Tim DeKay, Willie Garson og Tiffani Thiessen. White Collar havde premiere den 23. august 2009 på USA Network og blev set af mere end 5,40 millioner seere.  Hans præstation såvel som resten af rollebesætningen blev rost;  Mary McNamara fra Los Angeles Times skrev: "Fantastisk skuespil, humoristisk dialog og nørdet kriminalitet er ikke de eneste ting, der gør dette til det mest elektriske drama, der har premiere i dette efterår."  Hun kunne også godt lide præstationen af de to hovedroller sammen og sagde, at de "er så nemme" og "perfekte sammen".  Bomer vandt en People's Choice Award ved prisuddelingen i 2015.  Derudover var Bomer producer på 19 afsnit af White Collar sammen med DeKay.

### 2010–2015: Anerkendelse
2010 begyndte med, at Bomer blev inviteret til at optræde sammen med skuespillerinden og den Tony Award- vindende sangerinde Kelli O'Hara ved eventet "Kennedy Center Honors".  I september 2011 medvirkede Bomer i Dustin Lance Blacks skuespil, 8, en scenegenopførelse af den føderale retssag, der omstødte Californiens ottende lovforslag. Bomer spillede hovedrollen som Jeff Zarrillo.  Produktionen blev instrueret af skuespilleren Joe Mantello og opført på Eugene O'Neill Theatre i New York City. I marts 2012 var han også med i Wilshire Ebell Theatres opsætning af stykket.  
I 2011 blev Bomer castet som en 105-årig mand i Andrew Niccols science fiction-thrillerfilm In Time, overfor popstjernen Justin Timberlake.  Den 10. april 2012 havde Bomer en gæsteoptræden i tredje sæson af tv-serien Glee, hvor han spillede Blaines ældre bror, Cooper Anderson. Cooper er en reklameskuespiller fra Hollywood, der kommer til Lima på et besøg og underviser en skuespils-master class for New Directions.  Hans præstation i Glee afgav anmelderroser; anmelder Emily VanDerWerff fra The AV Club beskrev hans præstation som "helt fantastisk."  Crystal Bell fra Huffington Post kaldte hans præstation "et perfekt cast" og Bomer som en af hendes yndlingsgæstestjerner.  For denne optræden på Glee, vandt han en Gold Derby i kategorien "Best Comedy Guest Actor". 
I hans næste film spillede Bomer overfor Channing Tatum i Steven Soderberghs komediedrama Magic Mike (2012). Han trænede med en trup kaldet Hollywood Men i Los Angeles, som forberedelse til rollen.  Filmen havde premiere, da den lukkede Los Angeles Film Festival den 24. juni 2012. Magic Mike var en anmelder- og publikumssucces, og hans præstation blev rost.  Sara Stewart fra New York Post bemærkede, at; "Matt Bomer er også i fin form som danseren Ken, hvis karakteristiske præstation afspiller hans dukkelignende ansigt."  Bomer og Tatum blev nomineret til en MTV Movie & TV Awards ved prisuddelingen i 2013 i kategorien "Best Musical Moment".  
Bomer optrådte to gange i 2013, den første som gæstestjerne i NBC-sitcommen The New Normal, hvor han spillede rollen Monty, ekskæresten til seriens hovedperson Bryan Collins, spillet af Andrew Rannells. Den anden var at lægge stemme til Superman i direct-to- video filmen Superman: Unbound, baseret på tegneserien "Superman: Brainiac" fra 2008 af Geoff Johns.   Hans stemmerolle sikrede ham en invitation til Behind the Voice Actors Awards i 2013. 
I 2014 optrådte Bomer i fem projekter. De første to film, Winter's Tale og Space Station 76, var kommercielle flop. Den første film, en romantisk og overnaturlig fantasy-dramafilm, blev skrevet og instrueret af Akiva Goldsman og baseret på Mark Helprins roman Winter's Tale.  Bomer spiller den unge far til Colin Farrells karakter.  Winter's Tale modtog negative anmeldelser.  Hans anden film var i den sorte rumfiktionskomedie Space Station 76 af Jack Plotnick sammen med Liv Tyler og Patrick Wilson.  James Rocchi fra The Wrap sagde; "alle skuespillere er kunstige" og beskrev Bomers præstation med ordene: "som en melankolsk ingeniør med en håndprotese, der minder om en Nintendo Power Glove". 
Bomer medvirkede herefter i Ryan Murphys romantiske drama The Normal Heart i 2014, over for Mark Ruffalo, Jim Parsons og Julia Roberts. Baseret på Larry Kramers skuespil af samme navn spillede Bomer den skjulte homoseksuelle skribent ved The New York Times og Ruffalos kæreste.  Filmen skildrer den eskalerende HIV/AIDS-krise i New York City fra 1981 og 1984, fortalt gennem forfatteren/aktivisten Ned Weeks' (Ruffalo) øjne, som var grundlæggeren af en fremtrædende HIV-støttegruppe.  Produktionen af The Normale Heart stoppede i et par måneder, mens Bomer var på diæt.  Bomers præstation blev rost af en anmelder fra The Hollywood Reporter, som anså hans optræden som højdepunktet i produktionen.  Matthew Gilbert fra The Boston Globe bemærkede, at Bomer er: "ganske enkelt, hjerteskærende i denne film, hans skønhed afgiver resonans, fordi den begynder at falme så pludseligt, efterhånden som hans kinder stikker ud og sygdommen viser sig." Gilbert roste også kemien mellem Bomer og Ruffalo og sagde, at: "også er en af filmens styrker, da den bliver til en kern af kærlighed og medfølelse midt i alt det hårde."  Bomer modtog sin første Golden Globe i kategorien "Best Supporting Actor" og sin første Primetime Emmy Awards-nominering.  
Efter at have haft fortællerrollen i dokumentarfilmen Hunted: The War Against Gays in Russia, der fortæller om LGBT-personers svære kår i Rusland,  blev Bomer senere samme år castet af instruktøren Murphy til afsnittet "Pink Cupcakes", i fjerde sæson af American Horror Story.  Hans optræden blev beskrevet af Lauren Piester fra E! Online som "et af seriens mest chokerende øjeblikke".  Bomers første film i 2015 var i Magic Mike XXL, en efterfølger til den populære film fra 2012, igen med Channing Tatum og Joe Manganiello. Magic Mike XXL indtjente $122 millioner på verdensplan.  I anmeldelsen af filmen for Rolling Stones skrev Peter Travers, at; "Filmen er bare en skør, løssluppen roadtrip, hvor Bomer og Manganiello får ekstra plads til at skinne."  Bomer sang også to sange til filmens soundtrack: "Heaven" og "Untitled (How Does It Feel)".  Efter Bomers medvirken i American Horror Story: Freak Show; gav Murphy ham hovedrollen i den femte sæson, American Horror Story: Hotel.  Bomer spiller Iris' søn (Kathy Bates) og grevindens elsker (Lady Gaga). 

### 2016-nu: Professionel udvidelse, independent film og Broadway
Bomer medvirkede i to film i 2016. Han spillede for første gang en skurk i filmen The Nice Guys, som psykomorderen John Boy.  Filmen blev instrueret af Shane Black med Ryan Gosling og Russell Crowe i de ledende roller. Gosling og Bomer modtog ved premieren på filmen på filmfestivalen i Cannes i 2016.  The Nice Guys fik positive anmeldelser og havde moderat succes i box office.   Hans næste rolle var som Matthew Cullen i Antoine Fuquas western-actionfilm The Magnificent Seven,  hvor han spillede bonde og ægtemand til Haley Bennetts karakter.  Filmen modtog blandede anmeldelser fra anmelderne, selvom rollebesætningen og actionsekvenserne blev rost og indtjente $162,4 millioner på verdensplan.   Han blev så castet som Monroe Stahr, hovedrollen i Billy Rays The Last Tycoon, som er løst baseret på F. Scott Fitzgeralds roman af samme navn, overfor Kelsey Grammer, Lily Collins og Dominique McElligott. 
I 2017 medvirkede han i Alex & Andrew Smiths drama Walking Out, som en fremmedgjort far til en 14-årig søn (spillet af Josh Wiggins). Han sagde, at han relaterede sig til karakteren "på en virkelig dyb måde." Walking Out blev vist i US Dramatic Competition-delen af Sundance Film Festival i 2017 og blev udgivet den 6. oktober 2017.  Justin Chang fra Los Angeles Times skrev, at Bomer "træder selvsikkert ind i rollen som en robust, know-it-all bjergmand, hvis idé om hård kærlighed uventet kan sig mod ømhed rundt om et flimrende lejrbål."  David Ehrlich fra IndieWire udtalte, at Bomer heldigvis spiller mod sin "smukke drengede type så overbevisende, at du næsten glemmer, hvor du overhovedet har set ham før", og konkluderede, at Bomer "giver en befalende præstation i en film, der ikke forstår hvordan stemningsfuld han er, og familien Smiths flashbacks, der viser os mindre om cowboys og kønskoder, end vi kan få ud af det vilde udtryk i hovedrollens ansigt. The Village Voice inkluderede hans præstation i filmen på en liste over de 17 mest oversete optrædner i 2017. 
Timothy McNeils drama Anything markerede Bomers sidste filmrolle i 2017, hvor McNeil havde sin debut som instruktør.  Bomer blev castet som Freda Von Rhenburg, en transkønnet sexarbejder, der bor i Los Angeles og som indleder et forhold til sin nabo, Early Landry (spillet af John Carroll Lynch).  Anything er baseret på McNeils skuespil af samme navn.  Filmen modtog en del kritik fra det transkønnede samfund for castingen af en ciskønnet mand i rollen som en transkønnet kvinde.   Jon Frosch fra The Hollywood Reporter mente, at Bomer: "giver en præstation af ægte varme og delikatesse," siger, at: "i stedet for at spille Freda som en naturkraft eller en samling af manerer - de typiske standardformer for skuespillere, der spiller transkvinder - Bomer gør hende fulddimensionel: et uforudsigeligt virvar af impulser, men til gengæld også defensiv og øm."  Anything havde sin premiere på Los Angeles Film Festival den 17. juni 2017. 
I 2018 fik Bomer sin instruktørdebut på et afsnit af serien The Assassination of Gianni Versace: American Crime Story. Skrevet af Tom Rob Smith og med Jon Jon Briones og Darren Criss i hovedrollerne i rollerne som henholdsvis far og søn, har afsnittet, som Bomer instruerer, titlen "Creator/Destroyer". Afsnittet blev set af mere end 1 million seere.  Bomer havde haft andre muligheder for at afprøve instruktørrollen før, men han havde ønsket at vente på den optimale chance for at fordybe sig i et projekt. Han læste 3.000 siders bøger om instruktion. Han fik en rolle i en genopførslen af Mart Crowley-stykket The Boys in the Band, som blev opført på Booth Theatre i 2018 og markerede hans Broadway-debut.  Den er instrueret af Joe Mantello og fortæller historien om en gruppe homoseksuelle mænd, der samles til en fødselsdagsfest i New York City.  Teaterkritiker Michael Sommers bemærkede, at "Matt Bomer har en tendens til at forsvinde i skæret af andre prangende personligheder, men han giver karakteren en vagtsom egenskab som en af de ærbødige sjæle, der er tilfreds med at observere andre."  Stykket vandt en Tony Award for "Best Revival of a Play".  Bomers første film i 2018, var i Bill Olivers science fiction-film Jonathan.  Han spillede en detektiv, der kun optræder i én scene i filmen.  Jonathan havde verdenspremiere på Tribeca Film Festival den 21. april 2018. 
To af Bomers film i 2018 havde premiere på den 43. Toronto International Film Festival - komediedramaet Papi Chulo og dramaet Viper Club. I førstnævnte spiller Bomer Sean, en vejrmand på en lokal tv-station.  En anmelder for Screen Daily hævdede, at Bomer var "fantastisk" og konkluderede, at "selv om han måske endnu ikke har navneanerkendelsen til at være et egentligt salgsargument for denne film, er det den slags præstationer, der bliver bemærket".  I Viper Club spillede Bomer Sam, en journalist, der hjælper Helen (spillet af Susan Sarandon), med at redde hendes søn, der blev kidnappet af en gruppe terrorister.   Han havde en gæsterolle i NBC-serien Will & Grace (2018-2019)  og han optrådte også som Negative Man i DC Universes superhelte-serie, Doom Patrol (2019). 
I 2020 begyndte Bomer at optræde i USA Networks antologiserie The Sinner som en af hovedrollerne.  

## I medierne
BuddyTV rangerede Bomer først på deres liste over "TV's mest sexede mænd i 2011".   I juni 2013 blev Bomer placeret som nr. 2 på Logo's Hot 100 liste, som er baseret på stemmerne fra læserne fra AfterEllen.com og TheBacklot.com. Bomer var listens højest rangerede mand og næstbedst efter Jennifer Lawrence.  

## Privatliv
Bomer giftede sig med forlæggeren Simon Halls i 2011; ægteskabet blev først offentligt i medierne i 2014.  I et interview omhandlende hans ægteskab sagde Bomer, at hans ægteskab med Halls havde været en meget lille begivenhed i New York City: "Det var meget afslappet og meget lille - bare vores nærmeste og kære. Der er en sikkerhed, en gyldighed i det. Det er bare en følelse, tror jeg – noget om at sige løfter foran de mennesker omkring dig, der elsker og støtter dig. Jeg tror, det var godt for vores familie."   Parret har fået tre sønner med hjælp fra rugemødre: Kit Halls (f. 2005) og derefter tvillingerne, Walker og Henry Halls (f. 2008). 
Bomer sprang officielt ud som homoseksuel i 2012, da han takkede Halls og deres børn ved en takketale for hans Steve Chase Humanitarian Award.   I 2012 modtog Bomer også en Inspiration Award for sit arbejde ved GLSEN Awards.   Han er LGBT-rettighedsaktivist. 
I 2018 førte Bomer kampagne for den demokratiske kandidat Beto O'Rourke ved det amerikanske senatvalg i Texas. 
Bomer har praktiseret transcendental meditation siden hans tidlige 20'ere; i 2013 talte han om sin støtte til David Lynch Foundations arbejde.  

## Film
| År   | Titel                                      | Rolle                 | Noter          | Ref.    |
| ---- | ------------------------------------------ | --------------------- | -------------- | ------- |
| 2003 | War Birds: Diary of an Unknown Aviator     | John McGavock Grider  | Dokumentarfilm | [ 119 ] |
| 2005 | Flightplan                                 | Eric                  |                | [ 120 ] |
| 2006 | The Texas Chainsaw Massacre: The Beginning | Eric Hill             |                | [ 121 ] |
| 2011 | In Time                                    | Henry Hamilton        |                | [ 122 ] |
| 2012 | Magic Mike                                 | Ken                   |                | [ 123 ] |
| 2013 | Superman: Unbound                          | Superman / Clark Kent | Stemme         | [ 124 ] |
| 2014 | Winter's Tale                              | Ung mand              |                | [ 125 ] |
| 2014 | Space Station 76                           | Ted                   |                | [ 126 ] |
| 2015 | Magic Mike XXL                             | Ken                   |                | [ 127 ] |
| 2016 | The Nice Guys                              | John Boy              |                | [ 128 ] |
| 2016 | The Magnificent Seven                      | Matthew Cullen        |                | [ 129 ] |
| 2017 | Walking Out                                | Cal                   |                | [ 83 ]  |
| 2017 | Anything                                   | Freda Von Rhenburg    |                | [ 130 ] |
| 2018 | Jonathan                                   | Ross Craine           |                | [ 131 ] |
| 2018 | Papi Chulo                                 | Sean                  |                | [ 132 ] |
| 2018 | Viper Club                                 | Sam                   |                | [ 133 ] |
| 2020 | The Boys in the Band                       | Donald                |                | [ 134 ] |
| 2021 | Justice Society: World War II              | Flash / Barry Allen   | Stemmerolle    | [ 135 ] |

## Tv
| År        | Titel                                                     | Rolle                                 | Noter                                    | Ref.    |
| --------- | --------------------------------------------------------- | ------------------------------------- | ---------------------------------------- | ------- |
| 2000      | All My Children                                           | Ian Kipling                           | Afsnit: "7485"                           | [ 136 ] |
| 2001–2003 | Guiding Light                                             | Ben Reade                             | 6 afsnit                                 | [ 136 ] |
| 2002      | Relic Hunter                                              | Driver Agent                          | Afsnit: "Fire in the Sky"                | [ 137 ] |
| 2004      | Tru Calling                                               | Luc Johnston                          | 14 afsnit                                | [ 138 ] |
| 2004      | North Shore                                               | Ross                                  | Afsnit: "Bellport"                       | [ 139 ] |
| 2005      | Amy Coyne                                                 | Chase                                 | Tv-film                                  | [ 140 ] |
| 2007      | Traveler                                                  | Jay Burchell                          | 8 afsnit                                 | [ 141 ] |
| 2007–2009 | Chuck                                                     | Bryce Larkin                          | 7 afsnit                                 | [ 142 ] |
| 2009–2014 | White Collar                                              | Neal Caffrey                          | 81 afsnit; også producer (19 afsnit)     | [ 143 ] |
| 2012      | 8                                                         | Jeff Zarrillo                         | Tv-film                                  | [ 144 ] |
| 2012      | Glee                                                      | Cooper Anderson                       | Afsnit: "Big Brother"                    | [ 145 ] |
| 2013      | The New Normal                                            | Monty                                 | Afsnit: "The Goldie Rush"                | [ 146 ] |
| 2014      | The Normal Heart                                          | Felix Turner                          | Tv-film                                  | [ 147 ] |
| 2014      | Hunted: The War Against Gays in Russia                    | Fortæller                             | Dokumentar                               | [ 148 ] |
| 2014      | American Horror Story: Freak Show                         | Andy                                  | Afsnit: "Pink Cupcakes"                  | [ 149 ] |
| 2015–2016 | American Horror Story: Hotel                              | Donovan                               | 9 afsnit                                 | [ 150 ] |
| 2016–2017 | The Last Tycoon                                           | Monroe Stahr                          | 9 afsnit                                 | [ 151 ] |
| 2018      | The Assassination of Gianni Versace: American Crime Story |                                       | Instruktør; afsnit "Creator / Destroyer" | [ 90 ]  |
| 2018      | Titans                                                    | Larry Trainor / Negative Man (stemme) | Afsnit: "Doom Patrol"                    | [ 152 ] |
| 2018–2020 | Will & Grace                                              | McCoy Whitman                         | 6 afsnit                                 | [ 153 ] |
| 2019–2023 | Doom Patrol                                               | Larry Trainor / Negative Man (stemme) | 29 afsnit                                | [ 154 ] |
| 2020      | The Sinner                                                | Jamie Burns                           | 8 afsnit                                 | [ 155 ] |
| 2021      | American Horror Stories                                   | Michael                               | 2 afsnit                                 | [ 156 ] |
| TBA       | Echoes                                                    | Jack Beck                             | Optagelser i gang                        | [ 157 ] |
| TBA       | Fellow Travelers                                          | Hawkins “Hawk” Fuller                 | Også executive producer                  | [ 158 ] |

## Teater
| ÅR   | Stykke                                       | Rolle            | Teater                        | Ref.    |
| ---- | -------------------------------------------- | ---------------- | ----------------------------- | ------- |
| 1995 | A Streetcar Named Desire                     | Ung samler       | Alley Theatre                 | [ 10 ]  |
| 1998 | Joseph and the Amazing Technicolor Dreamcoat | Issachar         | Utah Shakespeare Festival     | [ 159 ] |
| 2003 | Roulette                                     | Jock             | Powerhouse Theater            | [ 160 ] |
| 2007 | Villa America                                | Ernest Hemingway | Williamstown Theatre Festival | [ 161 ] |
| 2011 | 8                                            | Jeff Zarrillo    | Eugene O'Neill Theatre        | [ 162 ] |
| 2012 | 8                                            | Jeff Zarrillo    | Wilshire Ebell Theatre        | [ 163 ] |
| 2018 | The Boys in The Band                         | Donald           | Booth Theatre                 | [ 164 ] |

## Diskografi
| År   | Soundtrack                                          | Sang                                    | Label            | Ref.    |
| ---- | --------------------------------------------------- | --------------------------------------- | ---------------- | ------- |
| 2015 | Magic Mike XXL (Original Motion Picture Soundtrack) | "Heaven"                                | WaterTower Music | [ 71 ]  |
| 2015 | Magic Mike XXL (Original Motion Picture Soundtrack) | "Untitled (How Does It Feel)"           | WaterTower Music | [ 71 ]  |
| 2019 | Non-album singles                                   | "People Like Us" (feat. Alan Mingo Jr.) | WaterTower Music | [ 165 ] |

## Priser og nomineringer
| År   | Pris                                               | Kategori | Arbejde              | Resultat  | Note    |
| ---- | -------------------------------------------------- | --- | -------------------- | --------- | ------- |
| 2003 | Gold Derby Awards                                  | Younger Actor - Daytime Drama | The Guiding Light    | Vundet    |         |
| 2010 | NewNowNext Awards                                  | Cause You're Hot | White Collar         | Nomineret | [ 166 ] |
| 2012 | Gold Derby Awards                                  | Comedy Guest Actor | Glee                 | Vundet    |         |
| 2012 | Online Film & Television Association               | Best Guest Actor in a Comedy Series                                                                                              | Glee                 | Nomineret |         |
| 2013 | Online Film & Television Association               | Best Guest Actor in a Comedy Series                                                                                              | The New Normal       | Nomineret |         |
| 2013 | MTV Movie & TV Awards                              | Best Musical Moment for "It's Raining Men"-dansenummeret - delt med Channing Tatum, Joe Manganiello, Kevin Nash & Adam Rodriguez | Magic Mike           | Nomineret | [ 167 ] |
| 2014 | Primetime Emmy Awards                              | Outstanding Supporting Actor in a Miniseries or a Movie                                                                          | The Normal Heart     | Nomineret | [ 168 ] |
| 2014 | Critics' Choice Television Award                   | Best Supporting Actor in a Movie/Miniseries                                                                                      | The Normal Heart     | Vundet    |         |
| 2014 | Gold Derby Awards                                  | TV Movie/Mini Supporting Actor                                                                                                   | The Normal Heart     | Vundet    | [ 169 ] |
| 2014 | Online Film & Television Association               | Best Supporting Actor in a Motion Picture or Miniseries                                                                          | The Normal Heart     | Vundet    |         |
| 2014 | TV Guide Awards                                    | Favorite Duo delt med Tim DeKay                                                                                                  | White Collar         | Nomineret | [ 170 ] |
| 2014 | Behind the Voice Actors Awards                     | Best Male Vocal Performance in a TV Special/Direct-to-DVD Title or Short                                                         | Superman: Unbound    | Nomineret |         |
| 2015 | Golden Globes                                      | Best Performance by an Actor in a Supporting Role in a Series, Miniseries or Motion Picture Made for Television                  | The Normal Heart     | Vundet    | [ 171 ] |
| 2015 | CinEuphoria Awards                                 | Best Supporting Actor - International Competition                                                                                | The Normal Heart     | Vundet    |         |
| 2015 | CinEuphoria Awards                                 | Best Ensemble - International Competition delt med castet                                                                        | The Normal Heart     | Vundet    |         |
| 2015 | CinEuphoria Awards                                 | Best Supporting Actor - Audience Award                                                                                           | The Normal Heart     | Vundet    |         |
| 2015 | GALECA: The Society of LGBTQ Entertainment Critics | TV Performance of the Year - Actor                                                                                               | The Normal Heart     | Nomineret |         |
| 2015 | Satellite Awards                                   | Best Actor in a Supporting Role in a Series, Miniseries or Motion Picture Made for Television                                    | The Normal Heart     | Nomineret | [ 172 ] |
| 2015 | Dorian Awards                                      | TV Performance of the Year – Actor                                                                                               | The Normal Heart     | Nomineret | [ 173 ] |
| 2018 | FilmOut San Diego                                  | Best Supporting Actor | Anything             | Nomineret |         |
| 2019 | Gold Derby Awards                                  | TV Movie/Mini Supporting Actor of the Decade                                                                                     | The Normal Heart     | Nomineret |         |
| 2019 | Broadway.com Audience Awards                       | Favorite Featured Actor in a Play                                                                                                | The Boys in the Band | Nomineret | [ 174 ] |
| 2019 | Broadway.com Audience Awards                       | Favorite Breakthrough Performance (Male)                                                                                         | The Boys in the Band | Nomineret | [ 174 ] |
| 2020 | Online Film & Television Association               | Best Guest Actor in a Comedy Series                                                                                              | Will & Grace         | Nomineret |         |
| 2020 | Queerty Awards                                     | Film Performance | Papi Chulo           | Nomineret |         |